# ماريو بينيت
ماريو بينيت (بالإنجليزية: Mario Bennett)‏ مواليد 1 أغسطس 1973 في دينتون، هو لاعب كرة سلة أمريكي معتزل. بدأ مسيرته الاحترافية في سنة 1995. تم اختياره من قبل فريق فينيكس صنز خلال الدرافت. يبلغ طوله 6 قدم 9 بوصة (2.1 م). اعتزل اللعب في 2011.

## المسيرة الاحترافية
لعب مع فينيكس صنز في موسم 1995–1996، ثم لعب مع لوس أنجلوس ليكرز في موسم 1997–1998، ثم لعب مع شيكاغو بولز في سنة 1999، ثم لعب مع لوس أنجلوس كليبرز في سنة 2000، ثم لعب مع بالونكيستو مالقا في الدوري الإسباني في سنة 2001.

## روابط خارجية
- ماريو بينيت على موقع إن بي أي (الإنجليزية)
- ماريو بينيت على موقع سبورتس رفرنس (الإنجليزية)
- ماريو بينيت على موقع الدوري الإسباني لكرة السلة (الإسبانية)
- ماريو بينيت على موقع كرة السلة الأوروبية.كوم (الإنجليزية)
- ماريو بينيت على موقع كلية كرة السلة في سبورتس رفرنس.كوم (الإنجليزية)
- ماريو بينيت على موقع ريلجم (الإنجليزية)
- ماريو بينيت على موقع بروبوليرز (الإنجليزية)
- ماريو بينيت على موقع سبورتس رفرنس (الإنجليزية)